# Meythet
Meythet ist eine Commune déléguée in der französischen Stadt Annecy mit 7.997 Einwohnern (Stand 1. Januar 2022) im Département Haute-Savoie in der Region Auvergne-Rhône-Alpes.

## Geographie
Meythet liegt auf 446 m, etwa drei Kilometer nordwestlich der Stadt Annecy (Luftlinie). Die Gemeinde erstreckte sich im Becken von Annecy im Alpenvorland, nördlich der Mündung des Thiou (Abfluss des Lac d’Annecy) in den Fier, im Genevois.
Die Fläche des 3,24 km² großen vormaligen Gemeindegebiets umfasst einen Abschnitt des Beckens von Annecy. Das Siedlungsgebiet nimmt die Talebene des Fier und die Hochterrasse von Meythet ein, die rund 20 m über der Talebene liegt. Begrenzt wurde das Gemeindeareal im Osten und Süden vom Fier, der sich unterhalb von Meythet schluchtartig in die Plateaus einschneidet, und im Westen durch den Bach Nant de Gillon. Mit 460 m wird beim Flughafen auf dem Plateau nördlich von Meythet die höchste Erhebung der Gemeinde erreicht.
Nachbargemeinden von Meythet waren Metz-Tessy im Norden, Annecy-le-Vieux und Annecy im Osten, Cran-Gevrier im Süden sowie Poisy und Épagny im Westen.

## Geschichte
Das Gemeindegebiet von Meythet war bereits in vorgeschichtlicher Zeit und während der Römerzeit besiedelt. Erstmals wird der Ort im 13. Jahrhundert unter dem Namen Meythez erwähnt, und noch bis im 18. Jahrhundert wurde die Schreibweise Meithet verwendet. Die Herkunft des Ortsnamens ist nicht eindeutig geklärt. Die einen Quellen leitet den Gemeindenamen vom lateinischen Wort messis (Ernte; wegen der fruchtbaren Böden im Bereich des Dorfes), die anderen von mansus (in der Bedeutung von Haus oder Feld) her.
Die Gemeinde Meythet wurde am 1. Januar 2017 in die Stadt Annecy eingegliedert.

## Bevölkerung
| Bevölkerungsentwicklung | Bevölkerungsentwicklung |
| Jahr                    | Einwohner               |
| ----------------------- | ----------------------- |
| 1962                    | 2434                    |
| 1968                    | 3776                    |
| 1975                    | 6636                    |
| 1982                    | 7590                    |
| 1990                    | 7581                    |
| 1999                    | 7701                    |

Mit zuletzt 8368 Einwohnern (Stand 1. Januar 2013)  gehörte Meythet zu den größeren Gemeinden des Département Haute-Savoie. Seit Beginn der 1960er Jahre wurde dank der Nähe zu Annecy eine markante Bevölkerungszunahme verzeichnet. Während der 1970er Jahre wurden die höchsten Zuwachsraten registriert. Rasch wurde das gesamte Plateau überbaut, so dass die Landreserven rasch dahinschmolzen, weshalb seit Beginn der 1980er Jahre nur noch geringe Schwankungen. Erst in den letzten Jahren erfolgte eine erneute Zunahme der Einwohnerzahl. Das Siedlungsgebiet ist heute lückenlos mit demjenigen von Annecy und Cran-Gevrier zusammengewachsen. Die Gemeinde gehörte zur Agglomeration von Annecy.

## Wirtschaft und Infrastruktur
Meythet war lange Zeit ein vorwiegend durch die Landwirtschaft geprägtes Dorf. Im Verlauf des 20. Jahrhunderts erfolgte die rasche Entwicklung zu einer Industriegemeinde (Textilindustrie und Metallverarbeitung). Im Talboden des Fier hat sich in den letzten Jahrzehnten eine ausgedehnte Industrie- und Gewerbezone entwickelt. Hier ließen sich Dienstleistungsbetriebe, Einkaufsgeschäfte und Handelsfirmen nieder.
Die Ortschaft ist verkehrsmäßig sehr gut erschlossen. Sie liegt an der alten Hauptstraße N508, die von Annecy nach Bellegarde-sur-Valserine führt. Heute wird Meythet durch eine Ortsumfahrung vom Durchgangsverkehr entlastet. Weitere Straßenverbindungen bestehen mit Poisy und Metz-Tessy. Der nächste Anschluss an die Autobahn A41, welche das Gemeindegebiet durchquert und zerschneidet, befindet sich in einer Entfernung von rund 3 km. Im Verlauf des Zweiten Weltkriegs wurde nördlich des Dorfes der Flughafen Annecy-Meythet erbaut.